# بوقة (الملاجم)

تعديل مصدري - تعديل

بوقة هي إحدى قرى عزلة الرشدة بمديرية الملاجم التابعة لمحافظة البيضاء، بلغ تعداد سكانها 156 نسمة حسب تعداد اليمن لعام 2004.